# 유효숫자

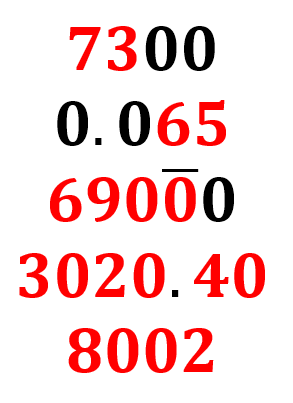

유효숫자(significant figures)는 수의 정확도에 영향을 주는 숫자이다. 보통 다음의 경우를 제외하고 모든 숫자는 유효숫자이다.
참고로, 전기 · 전자공학에서 변화하는 전압 또는 전류의 표시 방법에 유효값이 있다.
- 소숫점 첫째자리에서부터 늘어져있는 0들, 즉, 0.00...0~ ex) 0.00012에서 4개의 0들
- 어떤 자리에서 일의 자리까지 연속적으로 늘어져있는 0들, 즉 ~00...0 ex) 1200에서 00.

cf) 1200.0, 1200.00은 각 자리수가 모두 유효숫자이다. 이는 소숫점을 사용함으로써 불확실한 0들을 확실한 0들로 만들어 유효숫자의 범위를 늘려준다고 해석 가능하다.
이들은 숫자를 표현하는 단위를 바꾸거나 과학적 표기법을 쓰면 없어질 수 있는 숫자들이므로 유효숫자가 아니며, 자릿수를 채우기 위해 쓰는 '0'이라고 할 수 있다.
어떤 숫자들간의 계산결과가 계산에 이용된 숫자들보다 정밀하게 표현될 때는 유효숫자가 아닌 숫자들이 계산결과에 포함되어 있다.
어떤 측정기기로 무언가를 측정하였을 때, 기기가 측정할 수 있는 정밀도보다 더 정확하게 측정 결과가 표현되었다면 결과에 유효숫자가 아닌 숫자들이 포함되어 있다.
유효숫자의 개념은 반올림과 함께 사용할 수도 있다. 반올림하여 유효숫자 n개를 만드는 연산은 n의 자리에서 반올림하는 것과 달리 다양한 자릿수의 수를 다룰 수 있으며 불확실성이 큰 자리들을 버림으로써 믿을 수 있는 숫자의 기술을 용이하게 만든다.

## 수학적 정의
x*를 x의 근삿값이라 할 때 {\displaystyle \left|{\frac {x-x^{*}}{x}}\right|<5\times 10^{-k}}이면 x*는 x를 k자리 유효숫자로 근사한다. 여기서 k는 0이 아닌 가장 큰 정수이다.
예를 들어 x=3.1415를 3자리 유효숫자로 근사시킨다고 해보자. 그러면 {\displaystyle \left|{\frac {x-x^{*}}{x}}\right|<5\times 10^{-3}}이고,
(-5×10−3</su
x + (5×10−3) x > x* > x - (5×10−3) x
3.15 > x* > 3.13이므로 x* = 3.14가 된다.

## 유효숫자 확인의 예
- 모든 자리의 숫자가 0이 아닌 경우 모두 유효숫자로 추정된다. 예를 들면 123.45는 다섯 개(1, 2, 3, 4, 5)의 유효숫자를 가진다.
- 0이 아닌 숫자로 둘러싸인 자리의 0은 유효숫자이다. 예를 들면 101.12는 다섯 개(1, 0, 1, 1, 2)의 유효숫자를 가진다.
- 단지 자리수만 표시하기 위한 0은 유효숫자가 아니다. 앞의 0들이 유효숫자가 아닌 이유는 이들은 측정 단위에 영향을 받기 때문이다. 예를 들면 0.00012 m의 앞의 4개의 0들은 단위를 μm로 바꾸면 (0.00012 m = 120 μm) 사라진다. 이렇게 단위에 영향을 받는 숫자는 유효숫자가 될 수 없다.
- 소수점 아래의 끝자리에 있는 0들은 유효숫자이다. 예를 들면 12.2300은 여섯 개(1, 2, 2, 3, 0, 0)의 유효숫자를 가진다. 120.00은 다섯 개(1, 2, 0, 0, 0)의 유효숫자를 가진다.
- 소수점을 포함하지 않는 수 중에서 유효숫자의 뒤를 따르는 0은 유효숫자일 수도 있고 유효숫자가 아닐 수도 있다. 예를 들어 1300은 정확히 1300인 경우에 네 개(1, 3, 0, 0)의 유효숫자를 갖고, 1270을 십의 자리에서 반올림한 결과인 경우 두 개(1, 3)의 유효숫자를 가진다고 볼 수 있다. 이것을 구분하기 위해 다양한 방법이 있다. 유효숫자인 0의 위 또는 아래에 바(bar)를 표시하거나, 정수 부분이 모두 유효숫자임을 나타낼 때에는 정수의 일의 자리 뒤에 소수점을 붙여 유효숫자임을 표시할 수 있다. 또는 숫자 뒤에 유효숫자가 몇 개라고 직접 표시하는 방법도 있다. 정해진 표준은 없다.
- 0.000과 같이 모든 자리의 숫자가 0이면 유효숫자가 없는 것이다. 실제 측정값보다 불확실성의 정도가 크기 때문이다.
- 과학적 기수법(Scientific notation)에서는 자리수가 10의 지수로 표현되고 유효숫자만이 {\displaystyle 10^{n}}를 곱하는 수로 표현된다. 예컨대 15000은 유효숫자가 네 개라고 할 때 1.500×104으로 표현된다.
- 광속, 아보가드로 수와 같은 과학적 상수와, 물건의 개수를 센 것의 유효숫자는 무한대이다. 즉 이러한 상수는 측정값끼리의 계산 결과에 영향을 주지 않는다.

## 유효숫자의 계산
- 덧셈과 뺄셈의 계산 결과는 계산에 이용된 수들 중 가장 정밀도가 떨어지는 수의 마지막 유효숫자 자리에 맞춘다. 예를 들어, 유효숫자 세 개인 수 3.14와 유효숫자 5개인 8.9714를 더하면 12.1114가 나오지만, 가장 정밀도가 떨어지는 수 3.14 의 마지막 유효숫자 자리에 계산 결과를 맞추어 12.11이 된다.
- 곱셈과 나눗셈에서, 계산된 결과는 두 측정치 중 유효숫자가 적은 쪽과 같은 유효숫자를 가진다. 예를 들어, 2.56 × 12.8690의 산술적 계산결과는 32.94464이지만, 2.56의 유효숫자가 3개이므로 유효한 결과는 32.9이다.
- 세 개 이상의 숫자를 연속적으로 계산할 때, 중간의 연산 결과는 그 중간 연산으로 계산이 끝날 때의 유효숫자 개수보다 한 개 더 많다.
- 반올림에서 5 미만의 숫자는 버림하며 5 초과의 숫자는 올림한다. 5이고 최소단위의 절반에 딱 맞아떨어지는 경우에는 5의 앞자리가 홀수인 경우엔 올림을 하고 짝수인 경우엔 버림을 하여 짝수로 만들어주며, 그 외의 5의 경우에는 올림한다. [EX] 23.5를 정수로 반올림하면 24, 87.65를 소수 첫째자리까지 반올림하면 87.6, 123450을 백의 자리까지 반올림하면 123400이다. 이를 오사오입(round-to-nearest-even)이라고 하며 이를 이용하여 반올림한 결과의 마지막 자리의 숫자는 짝수가 된다.
- 부피 측정기구의 경우에는 눈대중으로 숫자를 읽어야하는 경우가 있다. 하지만 눈대중으로 읽은 숫자까지 유효숫자로 칭하며 (정확하지는 않지만 의미는 있는 숫자), 단지 그 숫자가 눈대중으로 읽었다는 사실만을 인식하고 있으면 된다.

## 같이 보기
- 벤포드의 법칙
- 오차막대
- IEEE 754